# Ґраби (Лодзинське воєводство)
Ґраби (пол. Graby) — село в Польщі, у гміні Ґідле Радомщанського повіту Лодзинського воєводства.
Населення — 95 осіб (2011).
У 1975-1998 роках село належало до Ченстоховського воєводства.

## Демографія
Демографічна структура станом на 31 березня 2011 року:
|          | Загалом | Допрацездатний вік | Працездатний вік | Постпрацездатний вік |
| -------- | ------- | ------------------ | ---------------- | -------------------- |
| Чоловіки | 48      | 12                 | 29               | 7                    |
| Жінки    | 47      | 9                  | 24               | 14                   |
| Разом    | 95      | 21                 | 53               | 21                   |